# Anselmo Fazio
Anselmo Fazio, conosciuto anche come Anselmo di Fazio, Anselmo di Facio e Anselmus Fatius (Castrogiovanni, seconda metà del XVI secolo – prima metà del XVII secolo), è stato un monaco cristiano e compositore italiano noto principalmente per la sua opera Sacrarum cantionum quinis vocibus decantandaru, fu attivo in Sicilia dal 1589 al 1628.

## Biografia

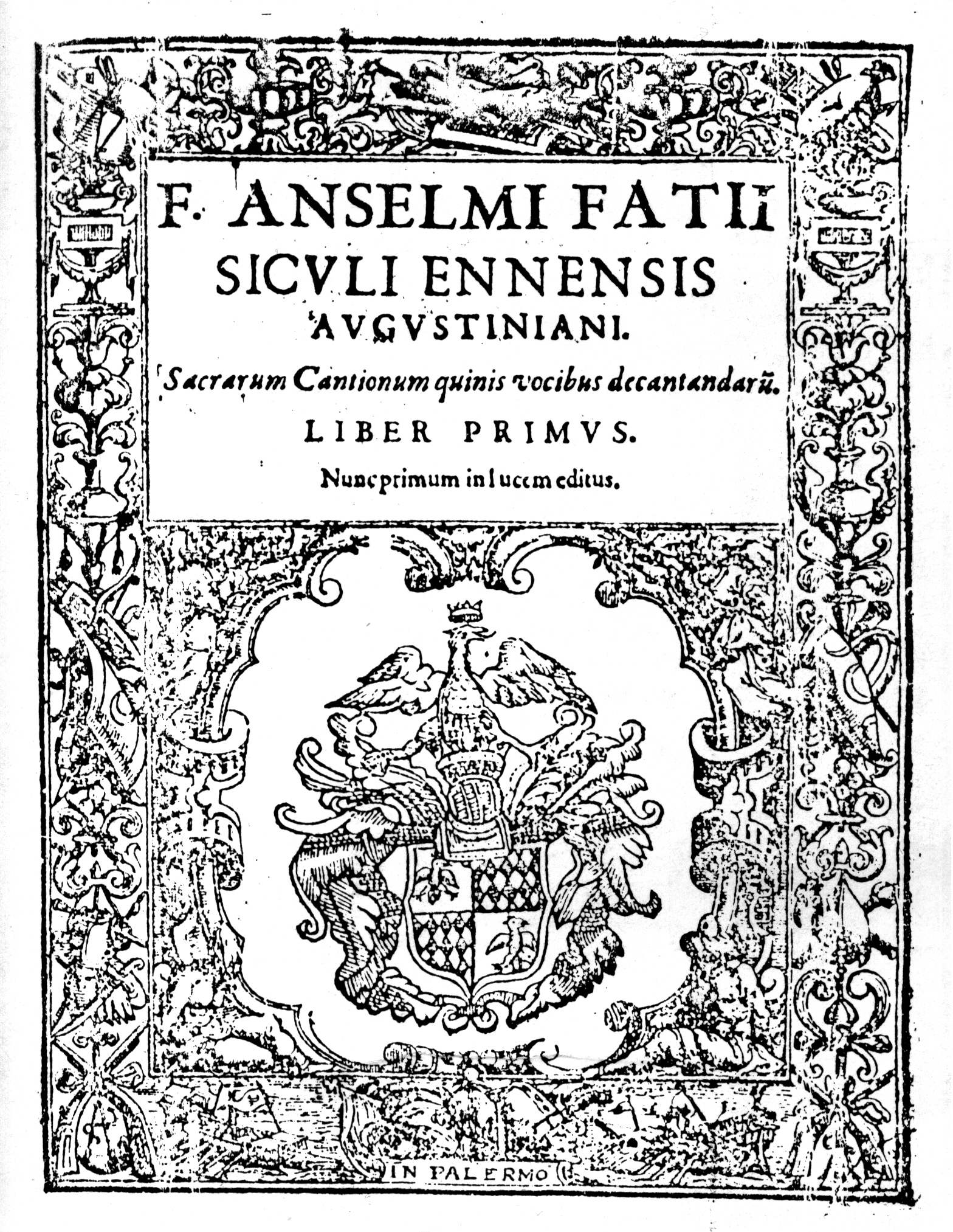
Frontespizio del libro di Sacrae Cantiones di Anselmo Fazio

Anselmo Fazio nacque a Castrogiovanni, oggi Enna, nella seconda metà del XVI secolo. Visse durante la dominazione aragonese in un'epoca in cui la città demaniale di Castrogiovanni ospitava un ambiente culturale fervido di un tardo umanesimo. Fu monaco agostiniano, organista, musico e poeta.
Sono giunti a noi diversi testi letterari tratti dal Primo libro dei madrigali a cinque voci, pubblicato a Messina presso Fausto Bufalino nel 1589. In questi si evidenzia il delicato stile della poesia del Fazio che con arguzia e mestiere tratta del tema amoroso così in voga in quell'epoca. Se può sembrare inconsueto che un monaco possa interessarsi di musica profana. va considerato che in quell'epoca la Chiesa Madre di Enna era sede di una celebre cappella musicale in cui si concentravano gli studi e le attività di diversi musicisti locali.
Fra questi va citato Matteo de Collitortis, appartenente alla famiglia detentrice del feudo Collotorto in territorio ennese, che operò all'inizio del Cinquecento. Fu copista e in parte autore del più antico trattato musicale siciliano. Va anche nominato il musicista Antonino Russo autore del Thesaurus musices,  stampato a Messina nel 1500, la cui unica copia conosciuta si trova presso la Biblioteca Universitaria di Padova.
Anselmo Fazio morì agli inizi del XVII secolo.

## Opere

### Composizioni
- Il primo libro de' madrigali a cinque voci, Messina, 1589
- Sacrarum cantionum quinis vocibus decantandaru, liber primus, Palermo, 1596
- Il primo libro de' madrigali a sei voci, Venezia, 1601

### Scritti
- Memoria artificiale di casi di coscienza, Messina, 1628